# 桑树坪站
桑树坪站是一个侯西线上的铁路车站，位于陕西省韩城市桑树坪镇，建于1971年，目前为四等站，邮政编码为715407。目前客运：办理旅客乘降；不办理行李、包裹托运；货运：办理整车、零担货物发到。